# Greifenseelauf
De Greifenseelauf is een hardloopwedstrijd van een halve marathon (21,1 km), die sinds 1980 jaarlijks in Uster in het kanton Zürich wordt gehouden. Naast de 21,1 km is er ook een wedstrijd over 10 km en zijn er minilopen over 1,2 km, 1,6 km en 5 km.

## Parcours
- Het parcours gaat door een beschermd natuurgebied van de Greifensee en voert over 60% asfalt en 40% natuurlijke paden.

## Parcoursrecords
- Mannen: 1:01.14,5 - Jacob Kendagor  Kenia (2012)
- Vrouwen: 1:08.39 - Joyce Chepchumba  Kenia (2002)

## Uitslagen
halve marathon
| Jaar              | Snelste man              | Land        | Tijd      | Snelste vrouw           | Land        | Tijd      |
| ----------------- | ------------------------ | ----------- | --------- | ----------------------- | ----------- | --------- |
| 21 september 2019 | Muleta Neda Gurara       | Ethiopië    | 1:05.22   | Nicola Spirig           | Zwitserland | 1:16.30   |
| 22 september 2018 | Tadesse Abraham          | Zwitserland | 1:03.37   | Fabienne Schlumpf       | Zwitserland | 1:15.30   |
| 16 september 2017 | Tadesse Abraham          | Zwitserland | 1:03.19   | Laura Hrebec            | Zwitserland | 1:16.33   |
| 17 september 2016 | Simon Tesfaye            | Eritrea     | 1:03.40   | Charity Kiprop Chemeli  | Kenia       | 1:16.00   |
| 19 september 2015 | Patrick Ereng            | Kenia       | 1:04.34   | Patricia Morceli Bühler | Zwitserland | 1:15.29   |
| 20 september 2014 | Tadesse Abraham          | Zwitserland | 1:04.33,4 | Cynthia Kosgei          | Kenia       | 1:15.29,2 |
| 21 september 2013 | Tadesse Abraham          | Eritrea     | 1:02.36,7 | Cynthia Kosgei          | Kenia       | 1:13.22,4 |
| 22 september 2012 | Jacob Kendagor           | Kenia       | 1:01.14,5 | Sabine Fischer          | Zwitserland | 1:13.18,2 |
| 17 september 2011 | Tadesse Abraham          | Eritrea     | 1:04.00   | Monica Chepkoech        | Kenia       | 1:14.56   |
| 18 september 2010 | Abraham Kiprotich Tandoi | Kenia       | 1:05.03,3 | Eunice Kales Cheyech    | Kenia       | 1:13.18,2 |
| 19 september 2009 | John Mwangangi           | Kenia       | 1:05.42,1 | Hellen Nzembi Musyoka   | Kenia       | 1:13.52,9 |
| 20 september 2008 | John Mwangangi           | Kenia       | 1:04.22,6 | Hellen Nzembi Musyoka   | Kenia       | 1:13.56,9 |
| 22 september 2007 | Nicholas Kipruto Koech   | Kenia       | 1:04.50,3 | Hellen Nzembi Musyoka   | Kenia       | 1:14.52,2 |
| 16 september 2006 | Nicholas Kipruto Koech   | Kenia       | 1:03.58   | Emily Kimuria           | Kenia       | 1:13.40   |
| 17 september 2005 | Viktor Röthlin           | Zwitserland | 1:03.23   | Joyce Chepchumba        | Kenia       | 1:11.45   |
| 18 september 2004 | Elijah Sang              | Kenia       | 1:04.30   | Tegla Loroupe           | Kenia       | 1:10.05   |
| 20 september 2003 | Elijah Sang              | Kenia       | 1:05.04   | Joyce Chepchumba        | Kenia       | 1:14.17   |
| 21 september 2002 | Mike Tanui               | Kenia       | 1:04.26   | Joyce Chepchumba        | Kenia       | 1:08.39   |
| 23 september 2001 | Christopher Kandie       | Kenia       | 1:03.00   | Judy Kiplimo            | Kenia       | 1:09.46   |
| 16 september 2000 | Sammy Kipruto            | Kenia       | 1:03.55   | Milkah Chepkieny        | Kenia       | 1:12.25   |
| 18 september 1999 | Patrick Sang             | Kenia       | 1:03.32   | Joyce Chepchumba        | Kenia       | 1:10.16   |
| 27 september 1998 | Sammy Kipruto            | Kenia       | 1:02.35   | Esther Barmasai         | Kenia       | 1:14.07   |
| 20 september 1997 | Joseph Mereng            | Kenia       | 1:02.26   | Lornah Kiplagat         | Kenia       | 1:09.11   |
| 21 september 1996 | Moses Tanui              | Kenia       | 1:01.40   | Angelina Kanana         | Kenia       | 1:10.59   |
| 16 september 1995 | Wilson Omwoyo            | Kenia       | 1:03.28   | Franziska Moser         | Zwitserland | 1:14.08   |
| 17 september 1994 | Wilson Omwoyo            | Kenia       | 1:01.53   | Rosa Mota               | Portugal    | 1:11.11   |
| 18 september 1993 | Petro Meta               | Tanzania    | 1:02.44   | Alena Mocariova         | Slowakije   | 1:14.06   |
| 19 september 1992 | Arturo Barrios           | Mexico      | 1:03.09   | Ursula Jeitziner        | Zwitserland | 1:12.59   |

19,5 km
| Jaar              | Snelste man           | Land        | Tijd    | Snelste vrouw | Land        | Tijd    |
| ----------------- | --------------------- | ----------- | ------- | ------------- | ----------- | ------- |
| 21 september 1991 | Diamantino dos Santos | Brazilië    | 1:00.11 | Rosa Mota     | Portugal    | 1:06.55 |
| 22 september 1990 | Gidamis Shahanga      | Tanzania    | 58.49   | Rosa Mota     | Portugal    | 1:07.00 |
| 16 september 1989 | Gerhard Hartmann      | Oostenrijk  | 58.46   | Rosa Mota     | Portugal    | 1:05.33 |
| 17 september 1988 | Gerhard Hartmann      | Oostenrijk  | 58.30   | Helen Comsa   | Zwitserland | 1:09.43 |
| 19 september 1987 | Markus Ryffel         | Zwitserland | 59.04   | Paula Fudge   | Engeland    | 1:09.35 |
| 20 september 1986 | Francesco Panetta     | Italië      | 58.46   | Grete Waitz   | Noorwegen   | 1:04.57 |

19,0 km
| Jaar              | Snelste man        | Land        | Tijd  | Snelste vrouw     | Land        | Tijd    |
| ----------------- | ------------------ | ----------- | ----- | ----------------- | ----------- | ------- |
| 21 september 1985 | Ibrahim Hussein    | Kenia       | 58.19 | Carla Beurskens   | Nederland   | 1:04.46 |
| 22 september 1984 | Markus Ryffel      | Zwitserland | 56.51 | Ellen Wessinghage | Duitsland   | 1:07.36 |
| 17 september 1983 | Christoph Herle    | Duitsland   | 56.58 | Grete Waitz       | Noorwegen   | 1:02.52 |
| 18 september 1982 | Markus Ryffel      | Zwitserland | 57.31 | Grete Waitz       | Noorwegen   | 1:04.52 |
| 19 september 1981 | Christoph Herle    | Duitsland   | 57.33 | Vreni Forster     | Zwitserland | 1:10.14 |
| 20 september 1980 | Thomas Wessinghage | Duitsland   | 57.32 | Cornelia Bürki    | Zwitserland | 25.28   |